# Jean-Kévin Augustin
Jean-Kévin Augustin (Parigi, 16 giugno 1997) è un calciatore francese, attaccante del Motor Lublino.

## Caratteristiche tecniche
Prima punta, può svariare su tutto il fronte offensivo.

## Carriera

### Club

#### Inizi e PSG
Cresce calcisticamente nel Plaisir da dove nel 2006 si trasferisce al Boulogne-Billancourt.
Dopo tre anni, notato dagli osservatori del Paris Saint-Germain, si trasferisce in quest'ultimo club. Con i parigini si distingue nell'Al Kass U17 International Cup, competizione riservata alle squadre di club della categoria "under 17", in cui segna tre reti in 4 gare.

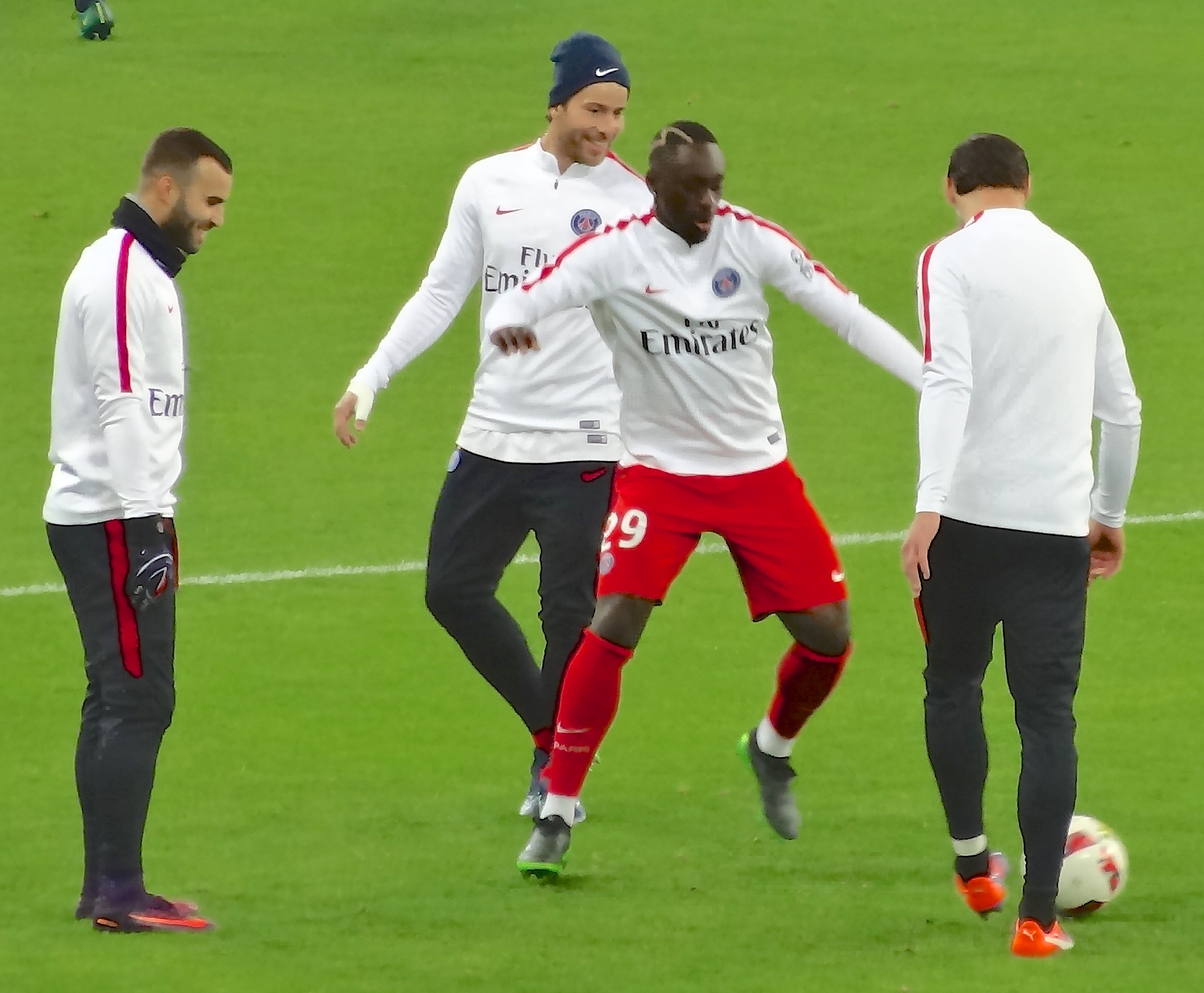
Augustin in fase di riscaldamento durante un torello assieme ai compagni Jesé Rodríguez e Maxwell.

Nel febbraio 2015 firma il primo contratto da professionista con la prima squadra, debuttando con la stessa nella coppa nazionale l'8 aprile seguente, fornendo un assist a Zlatan Ibrahimović nel 4-1 finale contro il Saint-Étienne.
La stagione successiva, il 7 agosto 2015, nella partita inaugurale di campionato contro il Lilla, vinta 1-0, subentrando negli ultimi minuti a Lucas Moura. Il 25 novembre debutta invece in Champions League, subentrando a Ibrahimović nel finale di gare contro il Malmö FF; mentre tre giorni dopo, entrato negli ultimi 10' di gioco al posto di Edinson Cavani, realizza la sua prima rete contro il Troyes. A fine stagione vince da comprimario il campionato con una rete in 10 presenze.
Confermato per la stagione seguente tra le seconde linee del club, realizza una rete in 13 presenze.

#### RB Lipsia
Il 6 luglio 2017 viene ufficializzato il suo trasferimento all'RB Lipsia per la cifra di 13 milioni di euro.
Il mese seguente, il 19 agosto, debutta in Bundesliga  subentrando a Konrad Laimer nella sconfitta per 2-0 contro lo Schalke 04.
Il 16 settembre segna la prima rete in Germania contro il Borussia M'gladbach, partita pareggiata 2-2. Il 14 ottobre si ripete segnando un calcio di rigore contro il Borussia Dortmund, facendo così del Lipsia la prima squadra in stagione a vincere al Signal Iduna Park e, tre giorni dopo, segna contro il Porto la prima rete in carriera in Champions League (vittoria 3-2).
Dopo aver concluso al terso posto il proprio girone di Champions League, il club viene "retrocesso" in Europa League, competizione nella quale segna la prima rete il 12 aprile 2018 contro il Olympique Marsiglia, inutile in quanto il club viene eliminato con il risultato di 5-3 on aggregate.
Conclude la prima stagione segnando 13 reti in 37 presenze tra tutte le competizioni, contendedosi per tutta la stagione il posto da titolare con i compagni di reparto Timo Werner e Yussuf Poulsen.
La stagione seguente perde il posto da titolare, giocando la maggior parte delle volte da subentrato. Questo è causato dal pessimo rapporto con l'allenatore Ralf Rangnick, inaspritosi in occasione della gara di Europa League contro il Salisburgo in cui Augustin si è macchiato di aver usato, assieme al compagno Nordi Mukiele, il proprio smartphone nel prepartita della gara.

#### Prestiti a Monaco e Leeds
Il 1º settembre 2019 viene ceduto in prestito con diritto di riscatto al Monaco. Debutta con I monegaschi quindici giorni dopo nella sconfitta interna per 3-4 contro l'Olympique Marsiglia e sempre contro i marsigliesi, il 30 ottobre seguente, segna anche la prima rete con il nuovo club in occasione di una gara di Coppa di Lega.
Malgrado il buon inizio l'esperienza monegasca si chiude subito per lui, infatti, nella prima parte di campionato gioca solo 10 gare a causa della concorrenza nel suo ruolo con Wissam Ben Yedder, Islam Slimani, Stevan Jovetić e Keita Baldé. il 27 gennaio 2020 il Lipsia e Monaco decidono di comune accordo di terminare anzitempo il prestito.
Lo stesso giorno viene ceduto agli inglesi del Leeds Utd in prestito con diritto di riscatto fissato a 17,7 milioni di sterline, che sarebbe diventato obbligo in caso di promozione in Premier League al termine della stagione 2019-2020. L'8 febbraio seguente debutta in Championship contro il Nottingham Forest, subentrando a Patrick Bamford. Dopo aver ottenuto altre tre presenze, sempre da sostituto di Bamford, a fine febbraio subisce un infortunio muscolare che gli fanno concludere saltare le successive tre gare di campionato.
Nonostante il suo ritorno dall'infortunio, conclude la stagione con solo 48 minuti giocati a causa del rapporto con l'allenatore Marcelo Bielsa che,
come detto dal compagno di squadra Jermaine Beckford, era logorato a causa del suo poco impegno.
In un finale di stagione segnato dalla pandemia di COVID-19, nel luglio 2020 Augustin conquista, da comprimario, la promozione in Premier League, rendendo ufficiale l'obbligo di riscatto per la formazione inglese.
Tuttavia, viste le circostanze derivate dalla pandemia da cui ne consegue la promozione arrivata il 17 luglio e non al termine ufficiale della stagione, il Leeds decide di non pagare il riscatto. Ciò provoca l'ira della dirigenza del club tedesco che, l'8 dicembre 2020, presenta un reclamo ad un tribunale della FIFA, con quest'ultimo in che si rivela in appoggio della causa tedesca. In risposta il Leeds ha presentato un ricorso al TAS di Losanna, fornendo dettagli sulle comunicazioni tra i club che mostravano che avevano tentato di estendere il prestito, senza aver raggiunto un accordo.
Il 4 novembre 2022, il TAS ha respinto l'appello del Leeds confermando la decisione della FIFA "nella sua interezza" e ha ordinato al Leeds di pagare al Lipsia una quota di 21 milioni di euro, poi aumentata a 27,9 milioni di euro il 10 aprile 2023.

#### Nantes, Basilea e Motor
Rimasto svincolato dopo che sia Monaco e Leeds hanno rinunciato a qualsiasi pretesta per registrarlo, il 6 ottobre 2020 viene acquistato a titolo definitivo dal Nantes, con cui firma un contratto biennale.
Gioca al Nantes per due stagioni disputando un totale di 11 presenze e vincendo da comprimario una Coppa di Francia nel 2021-2022.
Gioca poi al Basilea, prima di venir acquistato da svincolato dai polacchi del Motor Lublino.

### Nazionale
Nell'estate 2016 partecipa agli Europei Under-19, affermandosi come protagonista del torneo: grazie ai 6 gol realizzati trascina la Francia alla vittoria finale e si aggiudica sia il titolo di capocannoniere che di miglior giocatore della manifestazione.

## Statistiche

### Presenze e reti nei club
Statistiche aggiornate al 26 aprile 2025.
| Stagione        | Squadra             | Campionato      | Campionato | Campionato | Coppe nazionali | Coppe nazionali | Coppe nazionali | Coppe continentali | Coppe continentali | Coppe continentali | Altre coppe | Altre coppe | Altre coppe | Totale | Totale |
| Stagione        | Squadra             | Comp            | Pres       | Reti       | Comp            | Pres            | Reti            | Comp               | Pres               | Reti               | Comp        | Pres        | Reti        | Pres   | Reti   |
| --------------- | ------------------- | --------------- | ---------- | ---------- | --------------- | --------------- | --------------- | ------------------ | ------------------ | ------------------ | ----------- | ----------- | ----------- | ------ | ------ |
| 2014-2015       | Paris Saint-Germain | L1              | 0          | 0          | CF+CdL          | 1+0             | 0               | UCL                | 0                  | 0                  | SF          | 0           | 0           | 1      | 0      |
| 2015-2016       | Paris Saint-Germain | L1              | 13         | 1          | CF+CdL          | 1+1             | 0               | UCL                | 1                  | 0                  | SF          | 1           | 0           | 17     | 1      |
| 2016-2017       | Paris Saint-Germain | L1              | 10         | 1          | CF+CdL          | 1+1             | 0               | UCL                | 1                  | 0                  | SF          | 0           | 0           | 13     | 1      |
| Totale PSG      | Totale PSG          | Totale PSG      | 23         | 2          |                 | 5               | 0               |                    | 2                  | 0                  |             | 1           | 0           | 31     | 2      |
| 2017-2018       | RB Lipsia           | BL              | 25         | 9          | CG              | 1               | 0               | UCL+UEL            | 5+6                | 1+2                | -           | -           | -           | 37     | 12     |
| 2018-2019       | RB Lipsia           | BL              | 17         | 3          | CG              | 2               | 1               | UEL                | 11                 | 4                  | -           | -           | -           | 30     | 8      |
| Totale Lipsia   | Totale Lipsia       | Totale Lipsia   | 42         | 12         |                 | 3               | 1               |                    | 22                 | 7                  |             | -           | -           | 67     | 20     |
| 2019-gen. 2020  | Monaco              | L1              | 10         | 0          | CF+CdL          | 1+2             | 0+1             | -                  | -                  | -                  | -           | -           | -           | 13     | 1      |
| gen.-giu. 2020  | Leeds Utd           | FLC             | 3          | 0          | FACup+CdL       | -               | -               | -                  | -                  | -                  | -           | -           | -           | 3      | 0      |
| 2020-2021       | Nantes              | L1              | 3          | 0          | CF              | 0               | 0               |                    | -                  | -                  | -           | -           | -           | 3      | 0      |
| 2021-2022       | Nantes              | L1              | 7          | 0          | CF              | 1               | 0               |                    | -                  | -                  | -           | -           | -           | 8      | 0      |
| Totale Nantes   | Totale Nantes       | Totale Nantes   | 10         | 0          |                 | 1               | 0               |                    | 0                  | 0                  |             | 0           | 0           | 11     | 0      |
| 2022-2023       | Basilea             | SL              | 20         | 3          | CS              | 2               | 1               | UECL               | 7                  | 1                  | -           | -           | -           | 29     | 5      |
| 2023-2024       | Basilea             | SL              | 18         | 2          | CS              | 2               | 0               | UECL               | 2                  | 1                  | -           | -           | -           | 22     | 3      |
| Totale Basilea  | Totale Basilea      | Totale Basilea  | 38         | 5          |                 | 4               | 1               |                    | 9                  | 2                  |             | -           | -           | 51     | 8      |
| mar.-giu. 2025  | Motor Lublino       | E               | 2          | 0          | CP              | -               | -               | -                  | -                  | -                  | -           | -           | -           | 2      | 0      |
| Totale carriera | Totale carriera     | Totale carriera | 128        | 19         |                 | 16              | 3               |                    | 33                 | 9                  |             | 1           | 0           | 178    | 31     |

## Palmarès

### Club
- Campionato francese: 2

Paris Saint-Germain: 2014-2015, 2015-2016
- Coppa di Lega francese: 2

Paris Saint-Germain: 2014-2015, 2015-2016
- Coppa di Francia: 3

Paris Saint-Germain: 2014-2015, 2016-2017
Nantes: 2021-2022
- Supercoppa francese: 2

Paris Saint-Germain: 2015, 2016
- Football League Championship: 1

Leeds United: 2019-2020

### Nazionale
- Campionato d'Europa Under-19: 1

2016

### Individuale
- Capocannoniere dell'Europeo Under-19: 1

Germania 2016 (6 gol)
- Golden Player dell'Europeo Under-19: 1

Germania 2016
- Scarpa di bronzo del campionato mondiale Under-20: 1

Corea del Sud 2017 (4 gol)